# Herrschaft Hochberg

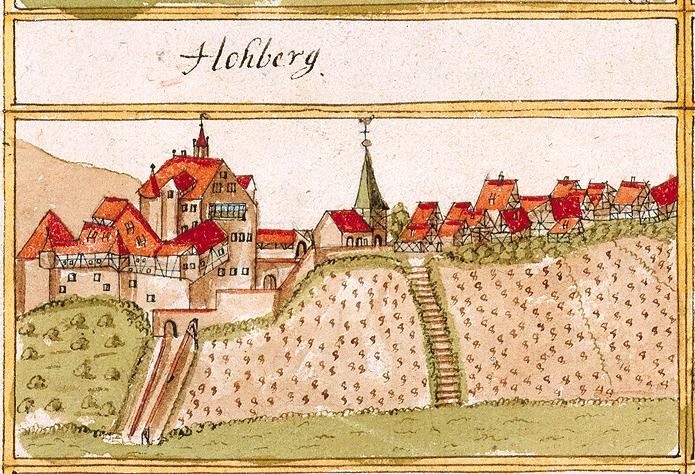
Ansicht aus dem Kieserschen Forstlagerbuch (1686)

Die reichsritterschaftliche Herrschaft Hochberg (auch: Herrschaft Hohenberg) mit Sitz auf Schloss Hochberg (ursprünglich: Burg Hohenberg) in Hochberg, heute ein Stadtteil von Remseck am Neckar im Landkreis Ludwigsburg in Baden-Württemberg war ein Kleinst-Territorium des Heiligen Römischen Reichs. Die Herrschaft umfasste zuletzt die heutigen Remsecker Stadtteile Hochberg und Hochdorf sowie den heute zu Burgstetten im baden-württembergischen Rems-Murr-Kreis gehörenden Weiler Kirschenhardthof. Zunächst war die Herrschaft im Besitz der Familie Nothaft von Hohenberg, ab 1684 der Familie von Gemmingen sowie ab 1779 als Stabsamt Hochberg im Besitz des Hauses Württemberg.

## Geschichte
Die aus dem ursprünglichen Hochberger Ortsadel stammenden Renhard und Johann von Hohenberg übereigneten ihr Eigengut an Hochberg 1291 an Berthold von Mühlhausen. Dieser übergab den Besitz an Eberhard von Württemberg und ließ sich dann damit belehnen.
1337 erhielt dann der möglicherweise vom Hochberger Ortsadel abstammende Werner II. Nothaft die Herrschaft über den Ort und die Burg Hochberg (Hohenberg) als württembergisches Lehen. Die Familie Nothaft nannte sich von da an Nothaft von Hohenberg. Von 1345 bis 1513 und wieder ab 1609 gehörte durch Kauf auch der Ort Hochdorf zunächst teilweise später vollständig der Herrschaft Hochberg an. Hinzu kam mit der Zeit wechselnder Besitz in der Umgebung. Mit den Nothaft wurde die Herrschaft zur Mitte des 16. Jahrhunderts Teil des Ritterkantons Kocher. Die alte Burg in Hochberg ließ Wolf Jacob Nothaft im 16. Jahrhundert von Heinrich Schickhardt zu einem repräsentativen Schloss ausbauen, ebenso auch das Schloss in Hochdorf. Bis 1553 blieb die Herrschaft katholisch, obwohl Herzog Ulrich im umliegenden Württemberg bereits seit 1534 die Reformation vorantrieb. Erst mit dem Tod des Wolf Nothaft führte dessen Sohn Hans Dietrich Nothaft die Reformation auch in den Besitzungen der Nothaft von Hohenberg durch. Seit Mitte des 17. Jahrhunderts verfügte die Herrschaft Hochberg durch ein Reichslehen auch über die Hohe Gerichtsbarkeit.
Im Jahr 1684 starb Philipp Jakob Nothaft als letzter männlicher Nachkomme der Nothaft von Hohenberg. Die Herrschaft Hochberg, die neben den Orten Hochberg und Hochdorf zu diesem Zeitpunkt den Weiler Kirschenhardthof umfasste, ging an dessen Schwiegersohn Uriel von Gemmingen über. Im Jahr 1779 kaufte Friedrich Eugen von Württemberg die Herrschaft den von Gemmingen ab. Zwei Jahre darauf überließ er sie seinem Bruder Carl Eugen, der sie dem herzoglichen Hofkammergut als Stabsamt Hochberg anschloss. Die Orte des Stabsamtes behielten aber zunächst ihren reichsritterschaftlichen Status. Dies machte sich unter anderem in den Rechten der durch die Ortsherren aus der Familie von Gemmingen 1760 in Hochberg angesiedelten jüdischen Gemeinde bemerkbar. Aufgrund eines Vergleichs gingen auch die Steuern der durch Württemberg nach dem Westfälischen Frieden von 1648 einverleibten Herrschaften – darunter die Herrschaft Hochberg – weiterhin an den Ritterkanton.
Mit der Auflösung des alten Reichs 1806 endete auch die Organisation der Reichsritterschaft. In der Folge wurde das Stabsamt Hochberg zugunsten der Gemeinden Hochberg, Hochdorf und Kirschenhardthof aufgelöst.